# Rodrigo Fróias de Trastâmara
Rodrigo Fróias de Trastâmara (n. 1130) foi um nobre, cavaleiro do senhor de Trastâmara.

## Relações familiares
Foi filho de Forjaz Vermuis de Trastâmara (n. 1100) e de Elvira Gonçalves de, Vilalobos (n. 1110). Casou com Urraca Rodrigues, de quem teve:
1. Velasquita Rodrigues de Trastâmara (n. 1160) casou com Pero Mendes Azevedo, filho de Mendo Pais Rufino de Azevedo e de Sancha Pais.
2. Gonçalo Rodrigues da Palmeira (n. 1130) casou por duas vezes. A primeira com Froilhe, Afonso de Celanova e a segunda com Urraca Viegas.